# Carl Spitzweg
Carl Spitzweg, nemški slikar, * 5. februar 1808, Unterpfaffenhofen, Kraljevina Bavarska (zdaj Nemčija), † 23. september 1885, München.
Slovel je zlasti po svojih žanrskih motivih. Velja za enega najpomembnejših slikarjev bidermajerske dobe.

## Življenje in kariera
Spitzweg se je rodil v Unterpfaffenhofnu blizu Münchna na Bavarskem, kot drugi od treh sinov Franziske (rojene Schmutzer) in Simona Spitzwega. Simon Spitzweg je bil izobražen poslovnež, ki si je v Münchnu s svojim političnim delovanjem pridobil tudi spoštovanje in ugled. Carl Spitzweg je imel dva brata, ki jim je poklic prav tako kot njemu vnaprej določil njihov oče. Najstarejši Simon naj bi prevzel posel, Carl naj bi postal farmacevt, najmlajši Eduard pa zdravnik. Carl je v Münchnu užival dobro zaščiteno otroštvo. Zaradi materine smrti leta 1819 je postal polsirota. Istega leta se je oče poročil s sestro svoje pokojne žene Marijo Kreszenz. 
Od leta 1819 je Carl obiskoval Univerzo v Münchnu in z različnim uspehom opravil dva pripravljalna razreda za latinski jezik in dva progimnazijska razreda; vendar je dejansko gimnazijo, današnjo Wilhelmsgymnasium München, zapustil leta 1824 po drugem (od štirih) gimnazijskih razredov.
Čeprav je bil njegov umetniški talent zgodaj očiten (prva risba iz leta 1823), je bil Carl Spitzweg ubogljiv in je leta 1825 začel vajeništvo pri ravnatelju Franzu Pettenkoferju v kraljevi bavarski dvorni lekarni v Münchnu. 1. decembra 1828, v Carlovem zadnjem letu vajeništva, je umrl njegov oče. Leta 1829 je delal v Löwenapotheke v Straubingu, kjer je eno leto preživel z gledališčniki in slikarji. Tistega leta je umrl najstarejši brat kot trgovec v Aleksandriji v Egiptu. Carl Spitzweg je leta 1830 začel študirati farmacijo, botaniko in kemijo na Münchenski univerzi, kjer je leta 1832 z odliko diplomiral. Zdaj je imel licenco praktičnega farmacevta in je kot tak začel z delom tudi v mestni lekarni v Erdingu. Leta 1833 je Spitzweg prekinil svojo farmacevtsko kariero. Med bivanjem v zdravilišču v Bad Sulzu (Peißenberg) po bolezni se je odločil, da se bo polno posvetil slikanju. Odločitev je omogočilo dejstvo, da mu je bil takrat dodeljen njegov delež dediščine.
Leta 1835 je postal član Münchenskega umetniškega združenja. Carl Spitzweg ni nikoli obiskoval akademije, bil je samouk, ki je najprej začel s kopiranjem del flamskih mojstrov. Svoja prva dela je prispeval za satirične revije. Sledila so potovanja v Dalmacijo (1839), Benetke (1850) in s krajinarjem Eduardom Schleichom v Pariz, London (za prvo svetovno razstavo) in na poti nazaj v Antwerpen (1851), v Frankfurt na Majni in Heidelberg. Na poti je preučeval dela različnih umetnikov ter izpopolnjeval svojo tehniko in slog.
Od leta 1844 je delal za Fliegende Blätter, ki ga je opremil s številnimi šaljivimi risbami.
Kmalu po smrti svojega mlajšega brata je Carl Spitzweg 23. septembra 1885 v starosti 77 let umrl zaradi možganske kapi; našli so ga naslonjenega na stolu v njegovem münchenskem stanovanju. Spitzweg je pokopan na Alter Südfriedhofu v Münchnu. Njegova pozna dela, tako slike kot risbe, so pogosto šaljiva žanrska dela. Številne slike prikazujejo značilne ekscentrike, na primer Knjižni molj (1850) in Hipohonder (ok. 1865, v Neue Pinakothek, München).
Njegove slike so navdihnile glasbeno komedijo Das kleine Hofkonzert Edmunda Nicka.
Igranje klavirja, Spitzwegova jedkanica, je bila najdena kot del Gurlitt Collection.

## Slikar
Carl Spitzweg je ustvaril več kot 1500 slik in risb. Od leta 1824 je začel slikati z oljnimi barvami. Spitzweg je lahko v svojem življenju prodal približno štiristo slik. Občudovalce in kupce je našel predvsem v državljanih, ki so si povrnili kupno moč, čeprav se priljubljenost, ki jih danes uživajo Spitzwegove slike, začne šele po drugi svetovni vojni.
Spitzweg je bil še vedno povezan z bidermajersko smerjo, kasneje se je njegov slikarski slog sprostil, zelo blizu impresionizmu. Že v mladosti je veliko risal; že med delom v lekarni je risal glave resničnih in namišljenih bolnih, mladih in starih ter posebneže mesteca Straubing. Spitzwegu je bilo v tem idiličnem mestu še posebej všeč slikovita majhna krajina z ozkimi ulicami in gracioznimi okni, kupolami, fontanami in kamnitimi figurami. Ti motivi se vedno znova pojavljajo na njegovih slikah.
Spitzweg je upodabljal ljudi v njihovem časovnem meščanskem okolju, na slikah majhnega formata pa bidermajersko malomeščanstvo, čudne nenavadnosti in romantične dogodke. Seveda je predstavljal človeške slabosti, ne pa hudobcev ali povprečja; vse, kar je bilo grobo, je bilo Spitzwegu tuje. Ubogi pesnik - Spitzwegova najbolj znana in najbolj priljubljena slika - je iz leta 1839. Na sliki Ljubitelj kaktusov Spitzweg prikazuje pisarniškega delavca pred svojo najljubšo rastlino, kaktusom. V tem kontekstu velja omeniti tudi slike, kot so Pri starinarju, Stražnik pred vrati, Čarovnik, Alkimist, Knjižni molj, Obisk, Slovo ali Beraški glasbenik.
Skozi prijateljstvo s krajinarjem Eduardom Schleichom, s katerim je veliko potoval, se je krajine bolj zavedel. Z občutkom za naravo in barve je naslikal veličastne gorske masive in njihov odprti prostor, romantične gozdne kotičke, zeleno planoto z gozdom, travnikom in žitnim poljem - večinoma ob lepem vremenu; raje je upodabljal svetlobo. Kot primer lahko navedemo Am Ammersee, Senožet v gorah in Potujoči ljudje.
Spitzweg je imel močan občutek za barve. Z izobrazbo za farmacevta je pridobil kemijske in tehnične izkušnje pri izdelavi svojih barv. Uporabil je unikatno, svetlo sijočo modrino, ki je ni mogoče najti pri nobenem drugem slikarju. Vedel je tudi, kako proizvajati trajne barve. S svojih dolgih potovanj je Spitzweg domov pripeljal bogato zbirko skic, ki jih je dodal svojim slikam v ateljeju.

## Ilustrator
Carl Spitzweg je zbiral recepte, ki jih je pogosto posredoval z risbami ali kolaži. Za svojo nečakinjo Nino Spitzweg je pripravil vrsto ilustriranih kuharskih receptov, za katere je dejal, da izhajajo iz vsaj petih kuharskih knjig. Glede 'jagodne marmelade' je pripomnil: »Tu velja enako kot pri pripravi češnjeve marmelade. Glej to.«

## Recept zeliščnega čaja
Kot farmacevt se je Spitzweg intenzivno ukvarjal s fitomedicino. Ustvaril je različne čajne mešanice, vključno s svojim slavnim čajem s petimi zelišči, ki ga je fitomedicistka Christa Habrich odkrila v starih virih in predstavila ob razstavi ob 125-letnici Spitzwegove smrti v Medicinsko zgodovinskem muzeju v Ingolstadtu v prispevku k TV program Querbeet na BR TV. Sestavine čaja so sivka, poprova meta, timijan, rožmarin in nageljnove žbice. Na Spitzwegovi sliki Der Blumenfreund so upodobljene štiri od petih sestavin čaja - sivka, poprova meta, timijan in rožmarin.

## Pesnik
Manj znano je, da je bil Spitzweg dejaven tudi kot pesnik. Objavljenih je tudi več njegovih pisem. Sam je to drugo strast opisal v več pesmih.

## Ponaredki
Konec 1930-ih je primer ponarejanja umetniških v Nemčiji zajemal 54 slik, ki so bile izdane kot originalne Spitzwegove. Naslikal jih je traunsteinski kopist po imenu Toni, ki je delal iz reprodukcij in razglednic. Toni je dela podpisoval z lastnim imenom kot 'po Spitzwegu', vendar so prevaranti kasneje njegovo ime odstranili in slike umetno postarali, da bi jih prodali kot originale. Na kazenskem sodišču v Stuttgartu so bili zarotniki zaradi prevare zaprti do deset let.

## Izbrane slike
- Knjižni molj, original 1850, Muzej Georg Schäfer. Obstajata še dve varianti slike.
- Glasbeni puščavnik pred svojim skalnatim bivališčem , ok. 1856–1858
- V Haremu , po 1855, muzej Georg Schäfer
- Ubogi pesnik, 1839, Nova pinakoteka v Münchnu.
- Bralec časopisov na svojem dvorišču , ok. 1845–1858
- Lovec na metulje, 1840, muzej v Wiesbadnu.
- Poštar v Rožni dolini, ok. 1858–18
- Škrat gleda vlak, ok. 1848, privatna zbirka.
- Podstrešje, ok. 1840-50.
- Puščavnik je zaspal
- Slikar na gozdni jasi leži pod dežnikom, ok. 1850.
- Prihod kočijaža, ok. 1859, Grohmann Museum, ZDA.
- Serenada, 1854, Landesmuseum Hannover.
- Prestreženo ljubezensko pismo, ok. 1860, Museum Georg Schäfer.